# آرونا راجه
آرونا راجه (انگلیسی: Aruna Raje؛ زادهٔ ۱۹۴۶) فیلم‌نامه‌نویس، کارگردان فیلم و تدوین‌گر زن اهل هند است.

## فیلم‌شناسی
نویسنده
- 2009 Red Alert: The War Within (داستان)
- 2004 Tum – A Dangerous Obsession (فیلم‌نامه و داستان)
- 1996 Bhairavi (فیلم‌نامه)
- ۱۹۸۸ رهایی (فیلم‌نامه و داستان)
- 1982 Sitam (co-written)
- 1980 Gehrayee (script)(co-written)
- 1976 Shaque (script)(co-written)

کارگردان
- 2019 Firebrand
- 2004 Tum – A Dangerous Obsession
- 1996 Bhairavi
- 1993 Shadi Ya... (مجموعه تلویزیونی)
- 1992 Patit Pawan
- ۱۹۸۸ رهایی
- 1982 Sitam (کارگردانی مشترک)
- 1980 Gehrayee (کارگردانی مشترک)
- 1976 شک (کارگردانی مشترک)

تدوین‌گر
- 2004 Tum – A Dangerous Obsession
- 1996 Bhairavi
- ۱۹۸۸ رهایی
- 1984 Giddh (تدوین مشترک)
- ۱۹۸۴ بی‌گناه (تدوین مشترک)
- 1982 Sitam (تدوین مشترک)
- 1980 Gehrayee (تدوین مشترک)
- 1976 شک (تدوین مشترک)